# Bekko

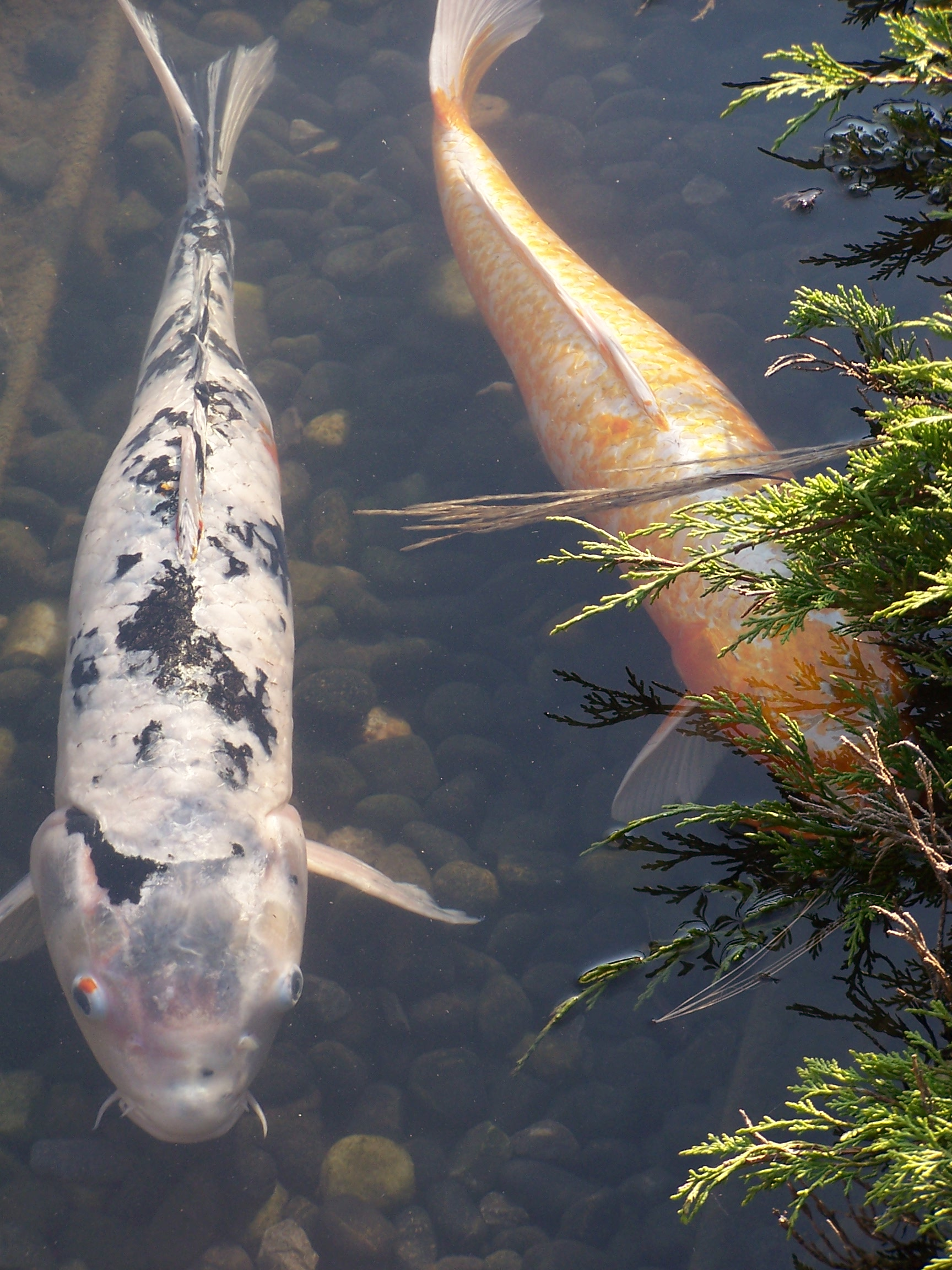
Bekko (links) mit Kawarimono

Der Bekko (べっ甲, wörtlich „Schildpatt“) ist ein Nishikigoi (Kurzform Koi), ein Farbkarpfen. Der Bekko hat schwarze Flecken und kann eine weiße (Shiro), rote (Aka) oder gelbe (Ki) Grundfarbe haben.
Das Schwarz darf nicht wie beim Utsurimono über den Kopf gehen. Sie werden aus der Taishō-Sanke-Varietät gezüchtet.
Die Brustflossen sollten mit Sumi in der Farbe wie die Grundfarbe des Fisches gezeichnet sein. Die ersten unterschiedlichen Koi-Variationen wie Asagi, Higoi und Bekko wurden Ende des 18. Jahrhunderts gekreuzt. Der Zusatz „Doitsu“ (japanisch für ‚deutsch')  bedeutet, dass diese Varietät zum Großteil schuppenlos, also über eine Lederhaut verfügt, ist (folgend aus der Kreuzung mit dem deutschen Spiegelkarpfen).

## Weitere Untergliederung
- Shiro Bekko (白べっ甲) –  weiße Grundfarbe und schwarze Flecken (Sumi, 墨 „Tusche“)
- Aka Bekko (赤べっ甲) –  rote Grundfarbe und schwarze Sumi
- Ki Bekko (黄べっ甲) –  gelbe Grundfarbe und schwarze Sumi
- Doitsu Bekko (ドイツべっ甲) – lederartige Haut, mit sehr wenigen Schuppen